# Золота команда
Золота́ кома́нда (угор. Aranycsapat) — загальноприйняте позначення легендарної збірної Угорщини з футболу зразка першої половини 1950-х років. Тренер — Ґустав Шебеш, у складі грали такі футболісти як Ференц Пушкаш, Золтан Цибор, Шандор Кочіш, Нандор Хідегкуті, Йожеф Божик, Дьюла Ґрошич. Ця команда провела без поразок серію з 32 матчів поспіль, що залишається неперевершеним результатом в європейському футболі донині.
За час цієї серії збірна Угорщини стала чемпіоном Олімпіади 1952 року, виграла Кубок Центральної Європи. У 1953 році угорці здобули перемогу над збірною Англії з рахунком 6:3, ставши першою небританською командою, яка змогла перемогти англійців на «Уемблі». Через 7 місяців після цієї перемоги в матчі збірна Англії була розбита в Будапешті з рахунком 7:1. Серія завершилася лише в 1954 році, коли у фіналі чемпіонату світу з футболу Угорщина поступилася ФРН з рахунком 2:3. Після цієї поразки угорцям вдалося знову провести серію з 18 матчів без поразок, при цьому ставши першою командою, яка перемогла збірну СРСР у Москві. Нова серія продовжилася до 1956 року й завершилась поразкою від Туреччини.

## Поява «Золотої команди»

### Передумови
У 1948 році до влади в Угорщині прийшли соціалісти під керівництвом Матьяша Ракоші. Реформи, що почалися в країні, відобразились і на футболі. Професійний футбол був скасований, а клуби, за прикладом СРСР, були передані на утримання міністерствам, відомствам і підприємствам. Так 18 грудня 1949 року був переданий у підпорядкування міністерству оборони і перейменований клуб «Кішпешт», у якому вже грали майбутні лідери «Золотої команди» Йожеф Божик і Ференц Пушкаш: тепер клуб став називатися «Гонвед» (тобто «Захисник вітчизни»). Переформовування зазнали й інші клуби.
У лютому 1950 року перепідпорядкували один з найбільш відомих і популярних клубів країни — «Ференцварош». Відтепер клуб підпорядковувався Національному об'єднанню працівників харчової промисловості, а провідних гравців клубу Ласло Будаї і Шандора Кочіша в добровільно-примусовому порядку перевели в «Гонвед». Незабаром туди ж вирушили й інші гравці національної команди, включаючи воротаря Дьюлу Грошича, захисника Дьюлу Лоранта і лівого нападника Золтана Цибора. Кілька разів перейменовували та перепідпорядковували й інший відомий клуб — МТК.

### Формування Aranycsapat

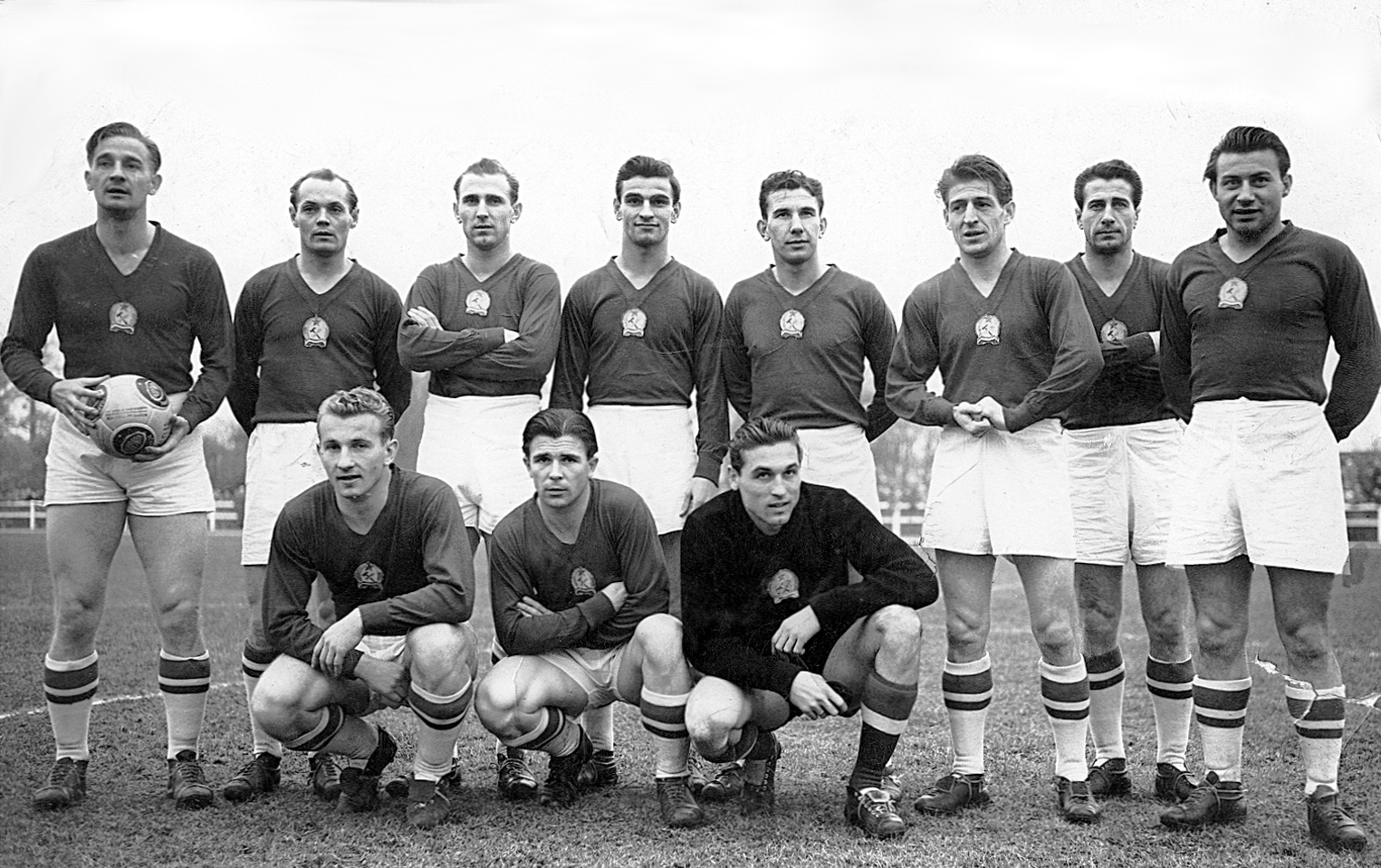
Золота команда у 1953

Aranycsapat, або «Золота команда» багато в чому була продуктом комуністичного режиму. А історія її появи та принципи існування дуже нагадують історію радянського хокейного ЦСКА і радянської ж хокейної збірної. Той же базовий принцип формування команди, той же адміністративний, науковий і патріотичний ресурс. Ті ж всенародна любов, соціалістичні зобов'язання і важка відповідальність за результат.
Базовим клубом збірної став столичний «Гонвед», що в умовах будівництва соціалізму було цілком логічно. Силові відомства при соціалізмі завжди мали необмежені і, що ще важливіше, невраховані фінансові ресурси. У тих же випадках, коли не можна було вирішити питання грішми, у справу вступали закон про обов'язкову військову повинність і груба сила. В результаті з 1949 по 1955 роки, тобто з початку соціалістичних реформ у спорті і до початку Угорської революції, «Гонвед» ставав чемпіоном країни п'ять разів. Наступного разу столичні армійці виграють «золото» лише в 1980 році. На базі «Гонведа» і була створена угорська Aranycsapat, а існувала вона рівно стільки, скільки був у фаворі армійський клуб.
Очолив золоту збірну Ґустав Шебеш. Найчастіше «Золота команда» грала в такому складі: воротар — Дьюла Грошич, правий захисник — Єне Бузанскі, центральний захисник — Дьюла Лорант, лівий захисник — Міхай Лантош, правий півзахисник — Йожеф Божик, левій півзахисник — Йожеф Закаріаш, правий крайній нападник — Ласло Будаї, правий інсайд — Шандор Кочиш, центральний нападник — Нандор Хідегкуті, лівий інсайд — Ференц Пушкаш, лівий крайній нападник — Золтан Цибор. Формально схема 3–2–5, але підбір виконавців дозволяв трансформувати схему залежно від ходу матчу та суперника.

## Перемога на Олімпіаді та Кубку Центральної Європи
Серія почалася 4 червня 1950 року перемогою над збірною Польщі у Варшаві.
Перший великий трофей прийшов до команди в 1952 році — команда виграла Олімпіаду в Гельсінкі, зігравши 4 матчі й вигравши всі із загальною різницею 20:2.
У 1953 році прийшов наступний успіх — команда святкувала перемогу в Кубку Центральної Європи, який тривав ще з 1948 року. Цей турнір був попередником Чемпіонату Європи, і в ньому, крім Угорщини, брали участь Італія, Австрія, Чехословаччина та Швейцарія.

## Матчі з Англією
25 листопада 1953 року відбувся феєричний матч: Угорщина на Уемблі зійшлася зі збірною Англії, яка до цього ніколи не програвала вдома небританській команді. Результатом цього двобою став тріумф угорців з рахунком 6:3. Вони показали захоплюючий атакувальний футбол. Їхньою ігровою схемою була 3–2–5, але за рахунок того що центрфорвард Хідегкуті часто відтягувався в центр поля, опорний півзахисник Божик зміщувався вперед і грав як атакувальний півзахисник, а інший опорник Закаріаш, навпаки, діяв як захисник, ця схема перетворилась де-факто на 4–2–4. Ця схема була революційною на той момент, але вже невдовзі вона стала домінантною у грі легендарної збірної Бразилії, яка згодом, граючи за цією схемою, виграла два поспіль чемпіонати світу. А на той момент англійці були до цього абсолютно неготовими, і сер Стенлі Метьюз після матчу сказав: «Вони [угорці] були найкращою командою, з якою я будь-коли зустрічався. Вони були найкращою командою всіх часів».
А 25 травня 1954 року англійці приїхали до Будапешта на матч-реванш, але програли ще з більш розгромним рахунком — 1:7.

## Чемпіонат світу 1954
Зрештою Золота команда прибула до Швейцарії на чемпіонат світу. На той момент вони вважалися беззаперечними фаворитами турніру. Груповий етап було подолано без проблем, зокрема в другому матчі було декласовано 8:3 збірну ФРН. У чвертьфіналі було подолано віце-чемпіонів світу 1950 бразильців, у півфіналі впали й самі чемпіони — збірна Уругваю. У фіналі Угорщина знову зустрілася з ФРН. Матч розпочався двома швидкими голами угорців, і здалося, що третій поспіль великий титул уже в кишені Золотої команди. Але її чекало розчарування. Несподівано німці не тільки відігралися, а й забили третій переможний гол за кілька хвилин до кінця основного часу. Таким чином Золота команда зазнала першої за 4 роки поразки — чого, однак, було досить для того, аби так і не здобути головного титулу світового футболу.

## Кінець епохи
Після чемпіонату світу команда почала нову безпрограшну серію, яка нарахувала 19 матчів (16 перемог і 3 нічиїх) і перервалася поразкою від Туреччини 19 лютого 1956 року. Протягом цієї серії було тричі зіграно зі збірною СРСР, і в третьому з цих матчів було здобуто перемогу з рахунком 1:0 на виїзді — таким чином Угорщина завдала радянській збірній першої домашньої поразки в її історії (щоправда, не такій багатій, як в англійців).

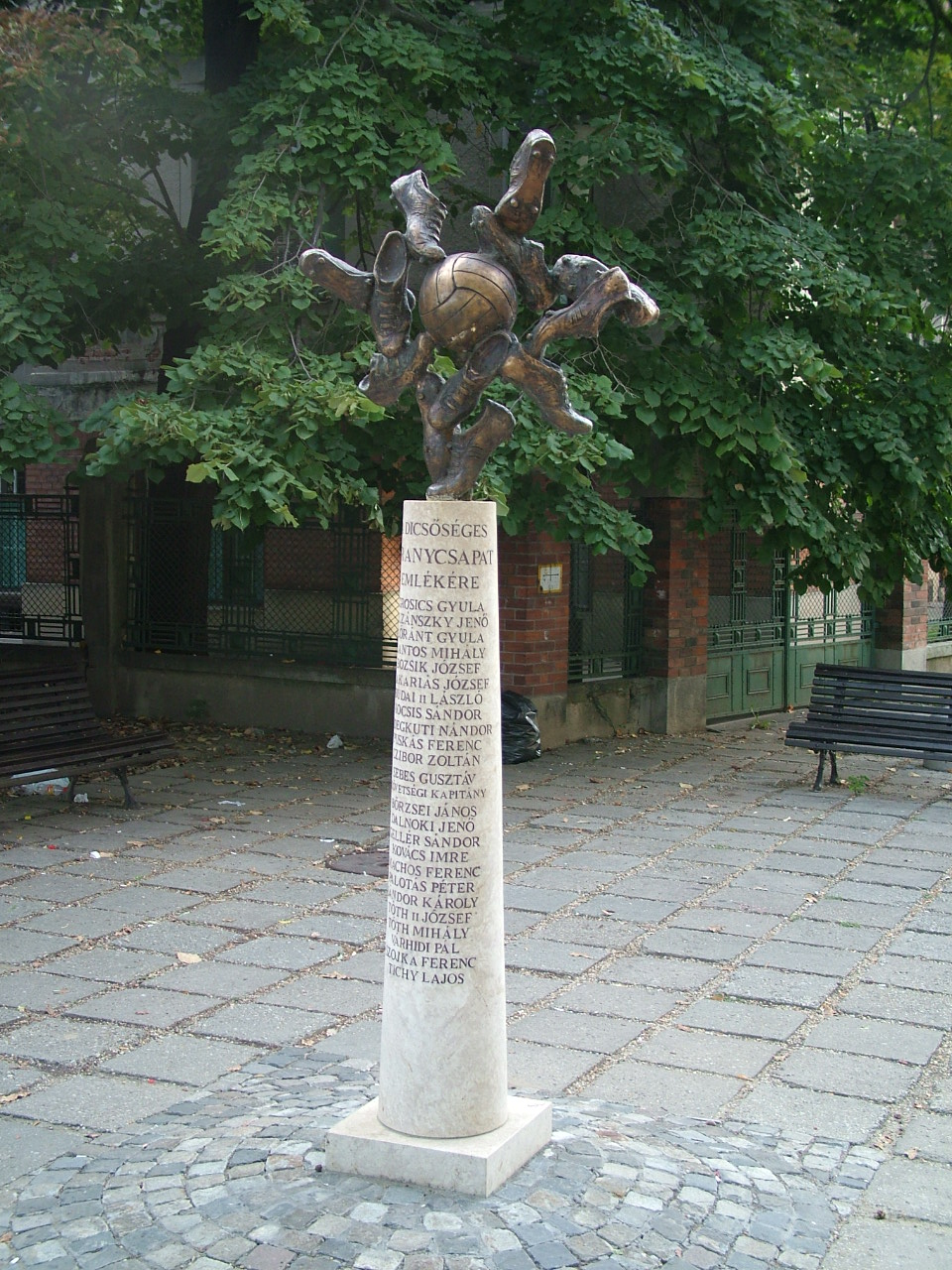
Монумент в пам'ять про «Золоту команду». Сегед, Угорщина.

Епоха «Золотої команди» підійшла до кінця з настанням Угорської революції 1956 року. Основні гравці збірної, які грали за будапештський клуб «Гонвед», під час революції перебували в Іспанії, куди вирушили на матч Кубку європейських чемпіонів проти «Атлетіка» (Більбао). Революція зазнала поразки в той момент, коли «Гонвед» був на зворотному шляху. Кілька гравців, серед яких були Ференц Пушкаш, Золтан Цібор, Шандор Кочіш, вирішили не повертатися на батьківщину і більше ніколи не зіграли за збірну Угорщини (Пушкашу тоді було 29 років, Цібору і Кочішу — по 27). На чемпіонаті світу 1958 року у Швеції «знекровлена» збірна Угорщини не зуміла вийти з групи, поступившись у додатковому матчі Уельсу з рахунком 1:2, хоча й забила першою в тому матчі.